# Criminal (filme de 2004)
Criminal (no Brasil, 171; em Portugal, Criminal) é um filme americano de 2004 dirigido por Gregory Jacobs, uma produção é baseada no filme argentino Nueve reinas (2000). É estrelado por John C. Reilly, Diego Luna, Maggie Gyllenhaal e Maeve Quinlan, e foi financiado pela Section Eight, a produtora de Steven Soderbergh e George Clooney. 
A história narra as sucessões de fatos que ocorrem quando o vigarista Richard (John C. Reilly) conhece Rodrigo (Diego Luna). Dois golpistas de gênios bem diferentes que terão a ajuda da irmã (Maggie Gyllenhaal) de Richard na tentativa de aplicar um grande golpe.

## Elenco
- John C. Reilly ... Richard Gaddis
- Diego Luna ... Rodrigo
- Maggie Gyllenhaal ... Valerie
- Maeve Quinlan ... Laura
- Peter Mullan ... William Hannigan
- Zitto Kazann ... Ochoa
- Jonathan Tucker ... Michael
- Ellen Geer ... Grandma
- Malik Yoba ... Frank Hill
- Laura Ceron ... Waitress